# Oxaprozin
L'oxaprozin è un farmaco anti-infiammatorio non steroideo (FANS) derivato dell'acido propionico. La molecola è dotata di proprietà di tipo antinfiammatorio, analgesico, antipiretico e di antiaggregazione piastrinica. In monosomministrazione ed al dosaggio di 1200 mg al giorno il farmaco ha un'efficacia paragonabile a quella dei dosaggi usuali di aspirina, ibuprofene, indometacina, naprossene, piroxicam e sulindac nel trattamento della artrite reumatoide e dell'osteoartrite. In Italia il farmaco è venduto dalla società farmaceutica Fidia con il nome commerciale di Walix, nella forma farmaceutica di compresse da 600 mg per somministrazione orale.

## Farmacocinetica
Oxaprozin dopo somministrazione orale è rapidamente assorbito dal tratto gastrointestinale. La concomitante assunzione di cibo non sembra influenzare la biodisponibilità del farmaco. La concentrazione plasmatica massima (Cmax) si raggiunge in 2-4 ore. Il farmaco si lega per più del 99% alle proteine plasmatiche, ed in particolare alla albumina.
La principale caratteristica dell'oxaprozin è l'elevatissima emivita plasmatica (da 50 a 60 ore). Il motivo di tale fenomeno non è da ricercarsi nel ricircolo entero-epatico del farmaco o dei suoi metaboliti, ma nella assenza di una festinante cinetica di eliminazione epato-renale. Nell'organismo oxaprozin è ossidato ad idrossioxaprozin oppure glucuronato ad oxaprozin-acilglucoronide. Circa il 5% dei metaboliti epatici hanno attività COX-inibente. L'escrezione del farmaco e dei metaboliti avviene per il 35% circa con le feci e per il 65% attraverso le vie urinarie.

## Farmacodinamica
Oxaprozin è un inibitore della sintesi delle prostaglandine. L'inibizione avviene attraverso il blocco reversibile dell'enzima prostaglandina-endoperossido sintasi, noto anche come cicloossigenasi: viene così impedita la produzione di mediatori dell'infiammazione (e del dolore) come le prostacicline e le prostaglandine. È inoltre in grado di inibire il riassorbimento tubulare dell'acido urico e possiede perciò un effetto uricosurico. Tale effetto è comunque meno intenso rispetto a quello provocato dall'acido tiaprofenico.
Parte dell'efficacia antidolorifica del farmaco potrebbe essere correlato alla capacità di inibizione della anandamide idrolasi a livello neuronale, con conseguente potente attività analgesica.

## Usi clinici
In virtù della elevata emivita, l'oxaprozin può essere utilizzato in monosomministrazione nei soggetti con dolori di origine reumatica ed in particolare nella artrite reumatoide, spondilite anchilosante, osteoartriti, nelle artralgie, mialgie, borsiti, tendiniti e tenosinoviti. Può inoltre essere utilizzato nel trattamento della cefalea e delle sindromi dismenorroiche. Il potere uricosurico lo rende particolarmente adatto nella terapia della gotta e degli episodi gottosi.

## Effetti collaterali ed indesiderati
L'oxaprozin possiede gli stessi effetti avversi dei farmaci anti-infiammatori non steroidei. In particolare è possibile sviluppare lesioni e sanguinamenti del tratto gastrointestinale e nefrotossicità in terapia cronica. Sono anche stati segnalati alcuni casi di epatite. Molto raramente in alcuni soggetti si possono verificare reazioni cutanee bollose gravi e fra queste la sindrome di Stevens Johnson e la necrolisi tossica epidermica. L'impiego negli anziani deve essere scrupolosamente valutato per la maggiore incidenza di eventi avversi.

## Controindicazioni
Il farmaco è controindicato nei soggetti con ipersensibilità al principio attivo oppure ad uno qualsiasi degli eccipienti.
Oxaprozin non deve essere somministrato a pazienti con storia di attacchi acuti d'asma bronchiale, rinite, orticaria, angioedema od altre reazioni di tipo allergico a seguito dell'assunzione di aspirina o di altri FANS.

Il farmaco non deve essere assunto da soggetti con diatesi emorragica, ulcera peptica attiva, grave insufficienza epatica.

## Dosi terapeutiche
Nel soggetto adulto oxaprozin viene generalmente somministrato al dosaggio di 1200 mg (equivalenti a due compresse) al giorno, in monosomministrazione. Alcuni soggetti possono richiedere un incremento del dosaggio fino a 1800 mg per raggiungere un adeguato controllo della sintomatologia dolorosa. In quest'ultimo caso il dosaggio giornaliero viene normalmente suddiviso in due dosi separate: 1200 mg al mattino e 600 mg la sera.